# Encore (programa)

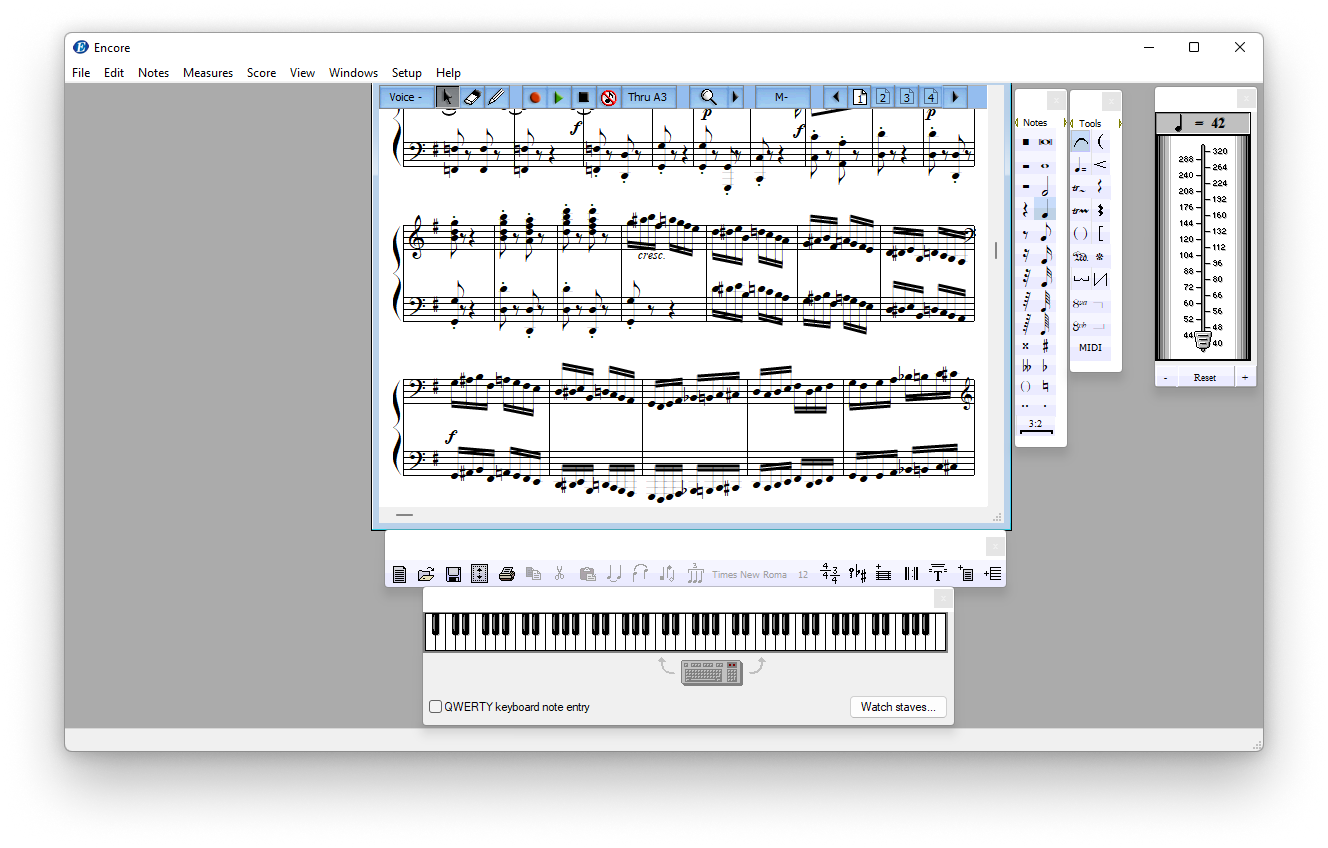
Captura de pantalla del editor de partituras Envire.

Encore es un editor de partituras para los sistemas operativos Microsoft Windows creado originalmente en 1990 por la empresa estadounidense Passport. En la actualidad, Encore es distribuido y desarrollado por la empresa GVOX.
«En 1991 empezó a escribir su música en la computadora, utilizando software de notación musical Encore (de Passport Designs)».</ref> por la empresa estadounidense Passport.
En la actualidad Encore es distribuido y desarrollado por la empresa GVOX.
El software MusicTime Deluxe representa una versión básica de Encore.

## Facilidad de uso
Encore se caracteriza por ser uno de los primeros programas de edición musical que permitió que los elementos de la partitura musical se pudieran añadir y editar con el ratón.
Encore ganó una medalla de bronce en el año 2007.
La curva de aprendizaje es gradual; los novatos pueden esquivar una inmensa cantidad de características que los usuarios avanzados encuentran a su disposición cuando las necesitan.
Encore puede reproducir gráficamente toda clase de música importada como midi, grabada desde un dispositivo MIDI (teclado, piano midi, guitarra midi, etc.), o ejecutada ingresada con el teclado de la computadora y el ratón.
Se pueden ajustar individualmente el tempo y el volumen correspondientes a cada voz.

## Situación actual
Encore fue diseñado originalmente por Passport. En 1998, GVOX compró la propiedad intelectual de Passport.
Encore 5 ―la siguiente versión del Encore 4― tardó diez años en aparecer.
Las nuevas características incluyen asistentes para crear partituras desde cero, transponer cada instrumento a su clave usual), trabajar con numerosos tipos de conjuntos, soporte en archivos de formato MusicXML, reproductor GVOX VST, que permite el uso de instrumentos virtuales VSTi, con las obras completas de Bach para teclado en el formato de Encore.
Sin embargo, a pesar de estas mejoras introducidas hace años, venidas las más recientes versiones de Windows y macOS, el programa se desempeña pobremente comparado con sus competidores en el ramo de la notación musical. Aún prometido un "soporte de por vida", GVOX difícilmente responde ahora a las peticiones de usuarios y el software no ha podido mantener un ritmo óptimo en actualizaciones que solucionen bugs y otros inconvenientes, por lo que se puede calificar a este mismo de llevar un muy prolongado letargo en su desarrollo.

## Comunidad de usuarios
Los usuarios de Encore se benefician de una activa comunidad en el foro GVOX, donde los músicos experimentados ofrecen asistencia gratuita, sólo para aquellos que pueden leer holandés, existe un foro muy completo en MusicTime Deluxe.